# Clemente Russo
Clemente Russo (Caserta, 27 de julio de 1982) es un deportista italiano que compitió en boxeo.
Participó en cuatro Juegos Olímpicos de Verano, entre los años 2004 y 2016, obteniendo dos medallas de plata, en Pekín 2008 y en Londres 2012, ambas en el peso pesado.
Ganó dos medallas de oro en el Campeonato Mundial de Boxeo Aficionado, en los años 2007 y 2013.

## Trayectoria
En categoría juvenil ganó una medalla de bronce en el Campeonato Mundial Júnior de 2000, en los 81 kg. Ya en categoría absoluta, compitió en los Juegos Olímpicos de Atenas 2004, en el peso semipesado, perdiendo su primer combate contra el estadounidense Andre Ward.
En los Juegos de Pekín 2008 compitió en el peso pesado y obtuvo la medalla de plata al perder la final contra el ruso Rajim Chajkíyev. En Londres 2012 volvió a repetir medalla de plata, esta vez perdiendo la final contra el ucraniano Olexandr Usyk. En sus últimos Juegos, Río de Janeiro 2016, quedó en el quinto lugar al perder su pelea de cuartos de final.
Fue el abanderado de Italia en la ceremonia de clausura de los Juegos Olímpicos de Pekín 2008. Ese mismo año fue galardonado con la insignia de oficial de la Orden al Mérito de la República Italiana.
Aparte de su carrera deportiva, ha trabajado en el mundo de la actuación. En 2011 fue el protagonista de la película italiana Tatanka. Posteriormente, participó en algunos programas de telerrealidad italianos como Gran Hermano VIP (2016) y L'isola dei famosi (2022).

## Palmarés internacional
| Juegos Olímpicos   | Juegos Olímpicos         | Juegos Olímpicos | Juegos Olímpicos |
| Año                | Lugar                    | Medalla          | Categoría        |
| ------------------ | ------------------------ | ---------------- | ---------------- |
| 2008               | Pekín (China)            | Medalla de plata | 91 kg            |
| 2012               | Londres (Reino Unido)    | Medalla de plata | 91 kg            |
| Campeonato Mundial |                          |                  |                  |
| Año                | Lugar                    | Medalla          | Categoría        |
| 2007               | Chicago (Estados Unidos) | Medalla de oro   | 91 kg            |
| 2013               | Almaty (Kazajistán)      | Medalla de oro   | 91 kg            |